# Discografia de Rhapsody of Fire
Esta é a discografia da Rhapsody of Fire, uma banda italiana de power metal sinfônico. Inclui treze álbuns, dois EP e várias outras mídias. Fundada em 1993 em Trieste, a banda lançou originalmente álbuns sob o nome de Thundercross, mas passou a usar o nome Rhapsody de 1995 a julho de 2006. Em 2006, eles mudaram seu nome para Rhapsody of Fire por conta de direitos autorais com outra Rhapsody, uma dupla australiana de mesmo nome da banda.

## Álbuns de estúdio
| Ano  | Nome                                                                      | ITA | BEL | CH | FIN | FRA | GER | GRE | JAP | SWE | SWI |
| 1997 | Legendary Tales† Selo: Limb Music                                         | -   | -   | -  | -   | -   | -   | -   | 52  | -   | -   |
| 1998 | Symphony of Enchanted Lands† Selo: Limb Music                             | -   | -   | -  | -   | -   | 54  | -   | 24  | -   | -   |
| 2000 | Dawn of Victory† Limb Music Products                                      | -   | -   | -  | 39  | 56  | 32  | -   | 24  | 54  | -   |
| 2001 | Rain of a Thousand Flames† Limb Music Products                            | -   | -   | -  | -   | 117 | -   | -   | -   | -   | -   |
| 2002 | Power of the Dragonflame† Selo: Limb Music                                | 15  | -   | -  | 31  | 34  | 30  | -   | 42  | 29  | -   |
| 2004 | Symphony of Enchanted Lands II: The Dark Secret‡ Selo: Magic Circle Music | -   | -   | 62 | -   | 27  | 33  | -   | 40  | -   | 62  |
| 2006 | Triumph or Agony‡ Selo: Magic Circle Music                                | 18  | -   | 74 | -   | 59  | 64  | -   | 40  | -   | 74  |
| 2010 | The Frozen Tears of Angels‡ Selo: Nuclear Blast                           | 31  | 96  | 39 | 35  | 51  | 33  | 11  | 41  | 53  | 39  |
| 2011 | From Chaos to Eternity‡ Selo: Nuclear Blast                               | 58  | 100 | -  | -   | 81  | 56  | -   | 36  | -   | 48  |
| 2013 | Dark Wings of Steel Selo: AFM Records                                     | -   | -   | -  | -   | -   | -   | -   | -   | -   | -   |
| 2016 | Into the Legend Selo: AFM Records                                         | 76  | 145 | 34 | -   | 157 | 47  | -   | -   | -   | -   |
| 2019 | The Eighth Mountain¶ Selo: AFM Records                                    | 88  | 148 |    | -   | 185 | 22  | -   | -   | -   | 25  |
| 2021 | Glory For Salvation¶ Selo: AFM Records                                    | -   | -   | -  | -   | -   | -   | -   | -   | -   |     |

Chave das sagas:
† Parte da Emerald Sword Saga
‡ Parte da The Dark Secret Saga
¶ Parte da The Nephilim's Empire Saga

## EPs
| Ano  | Nome                                                 | Gravadora             |
| 2004 | The Dark Secret                                      | Magic Circle Music    |
| 2010 | The Cold Embrace of Fear - A Dark Romantic Symphony‡ | Nuclear Blast Records |
| 2021 | I'll Be Your Hero                                    | AFM Records           |

Chave da saga
‡ Parte da The Dark Secret Saga

## Singles
| Ano  | Nome                            | Gravadora           |
| 1998 | Emerald Sword                   | Limb Music Products |
| 2000 | Holy Thunderforce               | Limb Music Products |
| 2005 | The Magic of the Wizard's Dream | Magic Circle Music  |

## Álbuns ao vivo
| Ano  | Nome                                  | Gravadora          |
| 2006 | Live In Canada 2005 – The Dark Secret | Magic Circle Music |
| 2013 | Live From Chaos to Eternity           | AFM Records        |

## Compilações
| Ano  | Nome                              | Gravadora           |
| 2004 | Tales from the Emerald Sword Saga | Limb Music Products |
| 2017 | Legendary Years                   | AFM Records         |

## Demos
| Ano  | Nome              | Gravadora           |
| 1994 | Land of Immortals |                     |
| 1995 | Eternal Glory     | Limb Music Products |

## Vídeos/DVDs
| Ano  | Nome                             | Gravadora |
| 2007 | Visions From The Enchanted Lands |           |